# Мармурівка польова сільська
Мармурівка польова сільська (Apamea crenata) — вид метеликів родини совок (Noctuidae). Вид поширений у Палеарктиці.

## Опис
Розмах крил метелика — 36-44 мм. Північні популяції мають темніше забарвлення.

## Спосіб життя
Виліт дорослих особин відбувається у червні-липні. Метелики живляться нектаром, а личинки поїдають листя злакових рослин.